# Don Gaetz
Pour les articles homonymes, voir Gaetz.
 (novembre 2024).
La mise en forme du texte ne suit pas les recommandations de Wikipédia : il faut le « wikifier ».
Les points d'amélioration suivants sont les cas les plus fréquents. Le détail des points à revoir est peut-être précisé sur la page de discussion.
- Les titres sont pré-formatés par le logiciel. Ils ne sont ni en capitales, ni en gras.
- Le texte ne doit pas être écrit en capitales (les noms de famille non plus), ni en gras, ni en italique, ni en « petit »…
- Le gras n'est utilisé que pour surligner le titre de l'article dans l'introduction, une seule fois.
- L'italique est rarement utilisé : mots en langue étrangère, titres d'œuvres, noms de bateaux, etc.
- Les citations ne sont pas en italique mais en corps de texte normal. Elles sont entourées par des guillemets français : « et ».
- Les listes à puces sont à éviter, des paragraphes rédigés étant largement préférés. Les tableaux sont à réserver à la présentation de données structurées (résultats, etc.).
- Les appels de note de bas de page (petits chiffres en exposant, introduits par l'outil «  Source ») sont à placer entre la fin de phrase et le point final[comme ça].
- Les liens internes (vers d'autres articles de Wikipédia) sont à choisir avec parcimonie. Créez des liens vers des articles approfondissant le sujet. Les termes génériques sans rapport avec le sujet sont à éviter, ainsi que les répétitions de liens vers un même terme.
- Les liens externes sont à placer uniquement dans une section « Liens externes », à la fin de l'article. Ces liens sont à choisir avec parcimonie suivant les règles définies. Si un lien sert de source à l'article, son insertion dans le texte est à faire par les notes de bas de page.
- La présentation des références doit suivre les conventions bibliographiques. Il est recommandé d'utiliser les modèles {{Ouvrage}}, {{Chapitre}}, {{Article}}, {{Lien web}} et/ou {{Bibliographie}}. Le mode d'édition visuel peut mettre en forme automatiquement les références.
- Insérer une infobox (cadre d'informations à droite) n'est pas obligatoire pour parachever la mise en page.

Pour une aide détaillée, merci de consulter Aide:Wikification.
Si vous pensez que ces points ont été résolus, vous pouvez retirer ce bandeau et améliorer la mise en forme d'un autre article.
Donald Jay Gaetz ( /ˈ ɡ eɪ t s / GAYTS) né le 22 janvier 1948, est le fils de Olive Knutson, et de l'ancien homme politique américain Jerry Gaetz. Il est connu pour être est un homme d'affaires et un homme politique républicain membre du Sénat de Floride depuis 2024, représentant certaines parties du nord-ouest de la Floride. Il a précédemment exercé ces fonctions entre 2006 et 2016 et été président du Sénat de Floride de 2012 à 2014.

## Jeunesse et carrière
Gaetz est né dans la ville de Rugby, dans le Dakota du Nord, il est le fils d'Olive Knutson et de Jerry Gaetz, ancien maire de la ville et législateur de l'État.
Un accident majeur survient d'ailleurs en 1964 pour Donald Gaetz lorsque son père Jerry Gaetz, candidat au poste de lieutenant-gouverneur du Dakota du Nord lors de la convention du Parti républicain du Dakota du Nord à ce moment-là, décède d'une crise cardiaque pendant que son fils regarde la retransmission télévisée de l'événement,.
Lors de ses années au lycée, Gaetz fréquente le Concordia College, affilié à l'Église évangélique luthérienne, où il a obtenu son baccalauréat en religion et en sciences politiques, puis il se dirige naturellement vers l'Université d'État de Troy, où il obtient sa maîtrise en administration publique avant de déménager dans l'État de Floride en 1978.

## Carrière
Peu de temps après avoir obtenu son master en administration publique, Gaetz travaille en tant qu'administrateur d'hôpital dans la ville de Jacksonville, où il fait d'ailleurs pression sur le législateur pour créer des programmes de soins palliatifs pour les patients mourants. En 1983, Gaetz fonde la VITAS Healthcare Corporation avec un groupe d'investisseurs, qu'il vend ensuite pour près d'un demi-milliard de dollars en 2004.

### Poste au sein du Conseil scolaire du comté d'Okaloosa
En 1994, Gaetz se présente au conseil scolaire du comté d'Okaloos sous l'étiquette républicaine, il défie le membre sortant du conseil scolaire Jean Long, candidat démocrate au même poste à ce moment-là, et Susan Matuska, la candidate libertaire, lors des élections générales. Il gagne face à ses adversaires politiques avec un score de 69 % des voix contre 20 % pour Long et 11 % pour Matuska.
C'est au cours de son premier mandat que Gaetz fait campagne pour instaurer une taxe de vente d'un cent pour financer les constructions et la rénovations des écoles du compté. Facilement approuvée par les électeurs, celle-ci est alors instaurée lors d'une élection spéciale de 1995.
En 1997, il lance une enquête visant un des directeurs adjoints du lycée de Niceville, où son fils est inscrit, après que plusieurs rapports aient fait surface selon lesquels le directeur ciblé faisait la promotion de ses croyances religieuses sur son lieu de travail. Après la demande de l'enquête, justifiée selon Gaetz par des tentatives multiples du directeur adjoint de « faire comprendre aux personnes qui ne partagent pas ses opinions qu'elles sont en quelque sorte des mauvais croyants ou qu'elles risquent une damnation éternelle », il déclare : « J'ai reçu des menaces de mort de la part de personnes qui croient à tort que la façon la plus efficace de faire avancer leur vision propre du christianisme est de menacer de mort un chrétien qui n'est pas de leur avis. ».
Gaetz tente de se faire réélire en 1998, alors qu'il a comme seul adversaire le candidat républicain James Campbell, il le bat lors d'une primaire ouverte avec 67 % des voix.
en 2000, Gaetz prend une nouvelle fois la décision de se présenter au poste de surintendant des écoles du comté d'Okaloosa, il affronte alors le directeur du lycée de Niceville David Morgan lors de la primaire républicaine. Morgan se fait rapidement battre par Gaetz, celui-ci remportant 68 % des voix et se qualifiant pour les élections générales, il est alors opposé au candidat démocrate William Lynch, et à un candidat indépendant, John Hughes. Gaetz remporte son premier mandat avec 75 % des voix face à 18 % pour Lynch et 7 % pour Hughes. Lors de sa réélection en 2004, il ne fait face à aucun adversaire. Au cours de son mandat au poste de surintendant, le district scolaire du comté d'Okaloosa passe de la vingt-septième place à la première place en termes de résultats scolaires de l'État.

### Carrière au Sénat de Floride
Lorsque Charlie Clary, le sénateur sortant, ne peut plus se représenter en 2006 à cause de la limitation du nombre de mandats, Gaetz se présente pour lui succéder au poste de sénateur dans le 4e district, qui va de Pensacola à Panama City, en y comptant des parties du sud du comté de Bay, du comté d'Escambia, du Comté d'Okaloosa, du Comté de Santa Rosa et du comté de Walton. La représentante de l'État Holly Benson est alors son adversaire lors des primaires républicaines mais celle-ci refuse finalement de se présenter, laissant l'investiture à Gaetz, qui remporte ensuite l'élection générale, sans opposition.
C'est au cours de son premier mandat au Sénat, que Gaetz, président du Comité sénatorial de l'éducation à ce moment-là, fait la une des journaux lorsqu'il attaque un responsable du ministère de l'Éducation de Floride au sujet d'une initiative de prime aux enseignants. Gaetz parraine d'ailleurs une loi qui aurait permis l'élargissement du matériel de la Florida Comprehensive Assessment Test pour y inclure les études sociales, mais visant également l'agrandissement du groupe de personnes déterminant les normes de l'État, accordant aussi des diplômes d'honneur aux candidats les plus performants et enseignant les langues du monde dans les écoles élémentaires. Il est réélu sans opposition en 2010.
C'est lors d'une reconfiguration des districts législatifs de l'État en 2012, que Gaetz est intégré au 1er district, qui comprend une grande partie du territoire déjà représenté auparavant par Gaetz, abandonnant en revanche l'extension à Pensacola pour une inclusion du comté de Holmes, du comté de Jackson et du comté de Washington. Il remporte l'investiture républicaine sans opposition une nouvelle fois ; lors des élections générales, il affronte Richard Harrisson, candidat indépendant. Gaetz est réélu finalement après avoir remporté 74 % des voix contre 26 % pour Harrison.

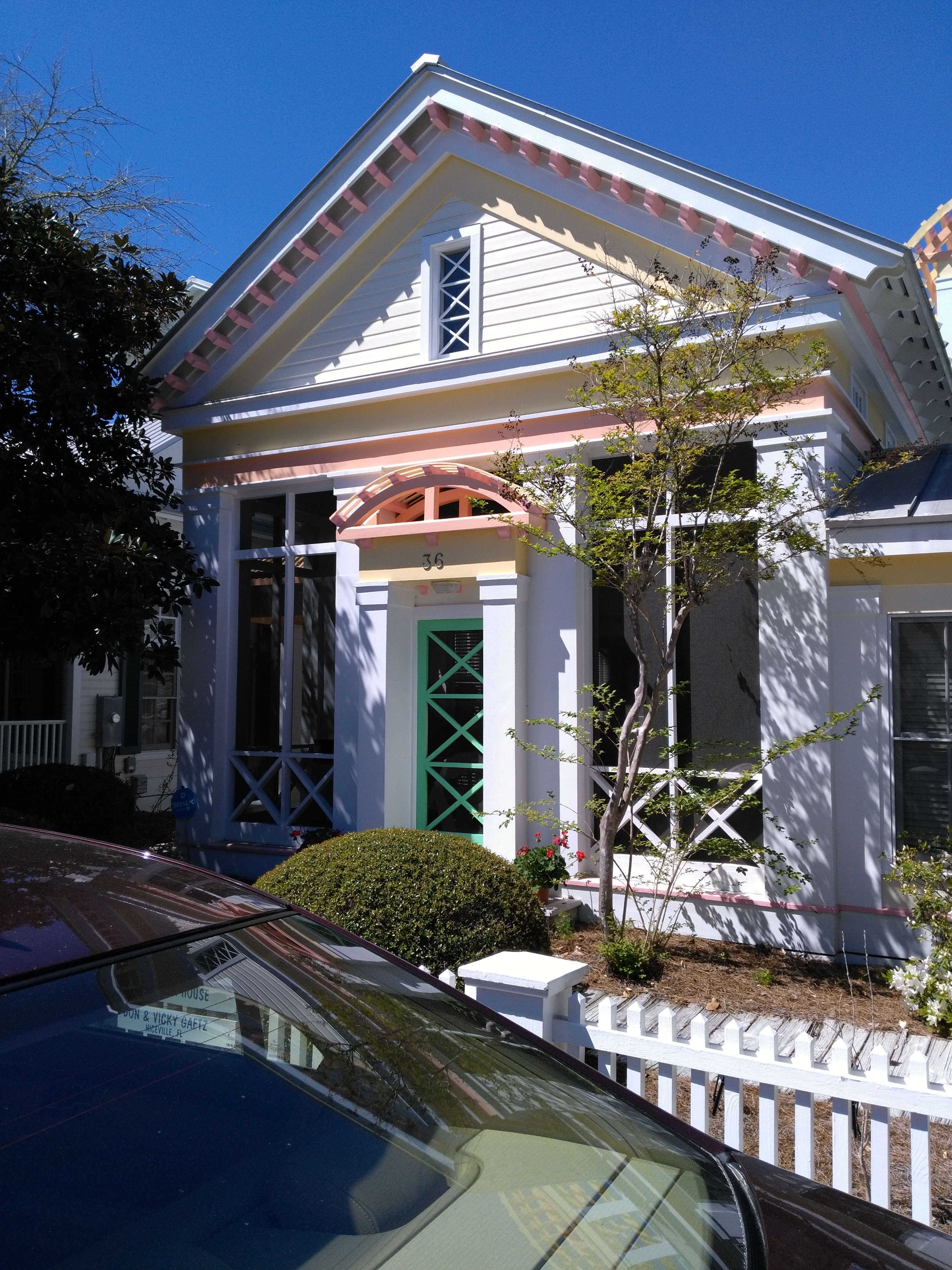
La maison de Truman apparaissant dans The Truman Show, l'habitation appartenant à la famille Gaetz.

Gaetz exerce la fonction de président du Sénat de Floride entre 2012 et 2014.

### Intérimaire
Il est nommé à la Commission de la révision de la Constitution par le Sénat, et en tant que membre et président actuel de la Triumph Gulf Coast par la Chambre des représentants, la TGC étant un fonds de développement et de relance économique à hauteur de 1,5 milliard de dollars visant la côte nord-ouest de la Floride. Le président du Sénat, nomme d'ailleurs Gaetz pour siéger à la Commission d'éthique de Floride jusqu'en 2024.

### Deuxième mandat au Sénat
C'est en octobre 2023 que Gaetz annonce qu'il compte se représenter de nouveau à son ancien siège lors des élections sénatoriales de Floride de 2024 afin de succéder à Doug Broxson, titulaire républicain à mandat limité. L'élection est alors remportée par Gaetz en novembre 2024, soit un mois plus tard, avec 64,6 % des voix, battant son adversaire politique, Lisa Newell appartenant au groupe démocrate.

## Implication dans le scandale Stephen Alford
Stephen Alford, homme d'affaires floridien, plaide coupable après un long procès l'accusant de complot d'extorsion de 25 millions de dollars visant Don Gaetz, alors qu'il est question d'obtenir une grâce présidentielle pour le fils de Don, Matt, alors au cœur d'une enquête concernant des trafics sexuels, dans un schéma alambiqué. Alford déclare plus tard aux enquêteurs qu'il a menti aux Gaetz au sujet de la grâce.
Alford, ayant 62 ans à ce moment-là, est finalement condamné le 22 août 2022 par le juge de district américain Casey Rodgers à 63 mois plus trois ans de libération surveillée après avoir plaidé coupable en 2021 d'un chef d'accusation de blanchiment d'argent via fraude électronique.

## Procès pour fraude
En 2013, une action en justice contre VITAS Healthcare est lancée pour avoir prétendument commis une fraude à Medicare depuis 2002 par le ministère américain de la Justice, alors que Gaetz travaillait encore dans l'entreprise en tant que fondateur. Gaetz nie tout rôle dans de quelconques magouilles qui auraient eu lieu alors qu'il était toujours présent au sein de VITAS, laissant alors l'affaire se régler en janvier 2018 par un accord confidentiel.

## Vie personnelle
Gaetz est marié depuis 1981 avec Victoria Gaetz (née Quertermous), résidant tous deux à Seaside, en Floride, dans une maison blanche ayant été utilisée dans le film The Truman Show ;  « la maison Truman » est d'ailleurs indiquée sur un panneau blanc proche de l'entrée. Gaetz a deux enfants ; dont son fils, Matt Gaetz, membre de la Chambre des représentants des États-Unis depuis 2017, et sa fille, Erin, directrice du contenu numérique pour la campagne présidentielle de Jeb Bush en 2016.